# Pertes humaines pendant la guerre d'Irak

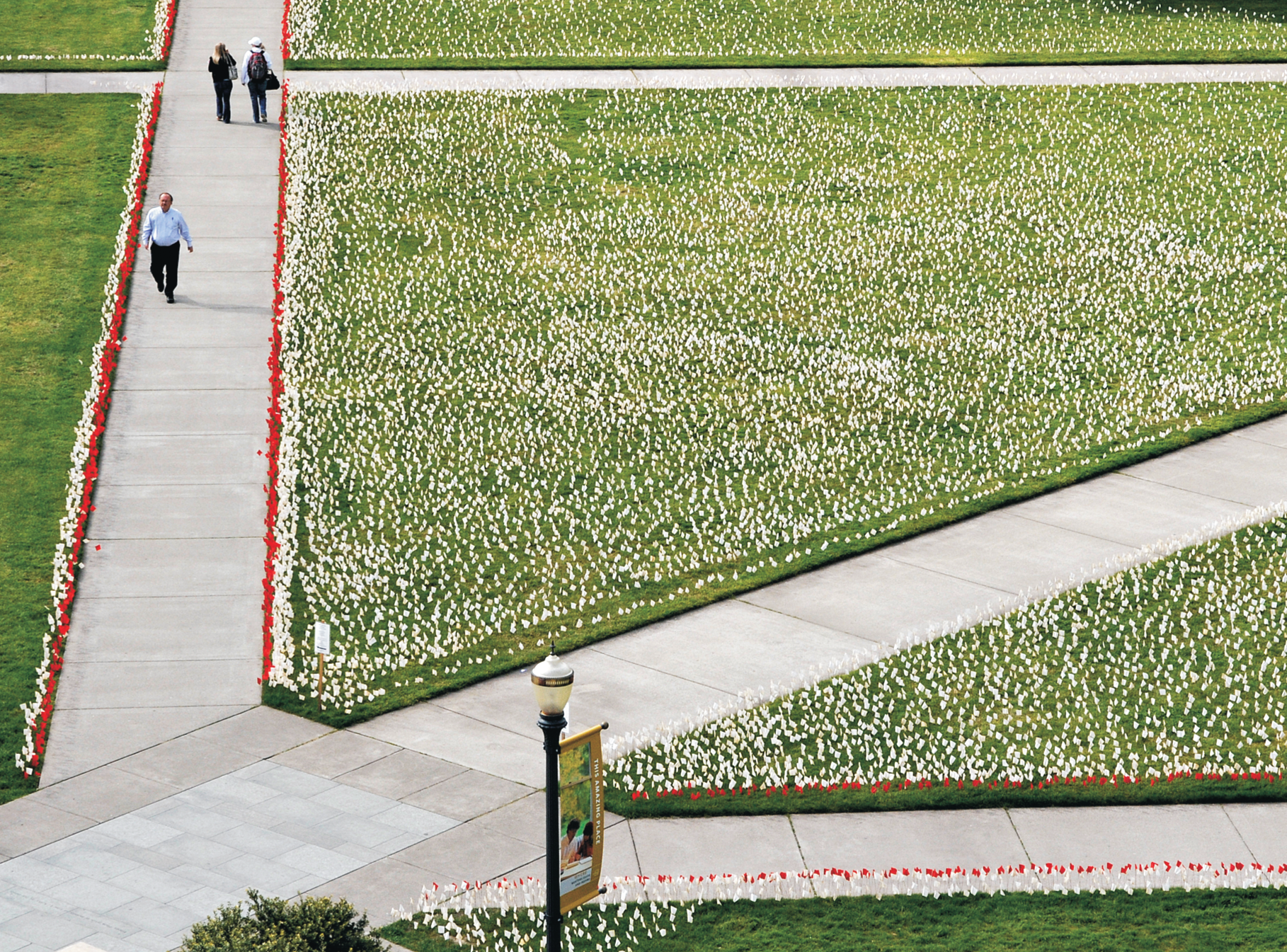
Des drapeaux blancs et rouges, représentant respectivement les décès irakiens et américains, sont installés dans le quadrilatère d'herbe de la bibliothèque Valley sur le campus de Corvallis, dans l'Oregon, de l'université d'État de l'Oregon. Dans le cadre de l'exposition itinérante Iraq Body Count de 2008 à 2009 (non liée au projet Iraq Body Count), les drapeaux visent à « faire prendre conscience du coût humain de la guerre en Irak ». (mai 2008)

Les pertes humaines pendant la guerre d'Irak sont les victimes de cette guerre menée par une coalition conduite par les Etats-Unis en Irak entre 2003 et 2011. Le nombre des victimes est compris entre 151 000 et 1 million de morts, irakiens dans leur immense majorité. L'incertitude concernant le nombre de morts est liée aux méthodes utilisées pour le décompte ; elle affecte uniquement le nombre d'Irakiens morts ; celui des soldats américains tués, estimé à 4431, n'est pas sujet à débat.
L’estimation des décès causés par la guerre pose de nombreux défis,. Les experts font la distinction entre d'une part les décomptes de cadavres, qui comptabilisent les décès officiellement signalés et, d'autre part, les enquêtes auprès des familles permettant de comparer le nombre de morts en excès après l'invasion de l'Irak au nombre de morts avant l'invasion.
La méthode consistant à dénombrer les corps dans les hôpitaux, les morgues, ou à se fonder sur les décomptes dans des sources médiatiques, sous-estime en général le nombre de morts parce qu'une partie des décès n'est pas déclarée : des victimes meurent dans des zones dangereuses, peu couvertes par les journalistes, certaines sont enlevées, exécutées et enterrées clandestinement dans des fosses communes. Le décompte des cadavres a dénombré au moins 110 600 morts violentes en avril 2009 (selon Associated Press). Le projet Iraq Body Count documente selon cette méthode entre 186 901 et 210 296 civils victimes de mort violente.
L'autre méthode consistant à interroger les familles engendre un risque inférieur de sous-estimation, mais ce risque demeure, parce que de nombreuses familles ont fui le pays après y avoir perdu un des leurs, et se trouvent exclues de l'enquête. Les sondages auprès d'échantillons de population produisent des estimations du nombre de victimes de la guerre en Irak allant de 151 000 morts violentes en juin 2006 (selon le Iraq Family Health Survey) à 1 033 000 décès excédentaires en 2007 (selon l' enquête Opinion Research Business (ORB) de 2007). D'autres enquêtes couvrant différentes périodes temporelles évoquent un total de 461 000 décès en juin 2011 (dont plus de 60 % de mort violente) selon PLOS Medicine 2013 ;  et un total de 655 000 décès en juin 2006 (dont plus de 90 % de mort violente), selon l'étude The Lancet de 2006.
Les résultats varient aussi selon que l'on considère uniquement les morts liées au combat, ou si l'on inclut les morts liées à l'effondrement du système de santé, de police et de justice. Ils varient de manière évidente selon la date à laquelle on arrête le décompte, et selon que l'on considère les civils uniquement, ou les civils et les combattants ensemble. Certaines études sont évaluées par les pairs, et considérées comme scientifiques (The Lancet, Plos Medecine), d'autres non (Iraq Body Count).
Le sujet est sensible, ayant des implications politiques. Toutes les estimations des victimes de la guerre en Irak sont contestées,.
Près de 60% des décès sont dus à une mort violente, selon Plos Medicine (étude de 2013). Parmi des morts violentes, 35% sont imputables à la coalition, 32% aux milices, selon la même étude. La plus grande part des Irakiens victimes de mort violente ont été tués par balles ; viennent ensuite les voitures piégées, les explosions et les bombardements aériens, selon plusieurs études qui, sur ce point, sont concordantes.
On entend par « guerre d'Irak » la séquence historique comprenant l'invasion de l'Irak en 2003, l'occupation du pays par les Etats-Unis et la coalition, l'insurrection irakienne et la guerre civile en Irak qui ont suivi.

## Estimations chiffrées
| Iraq Family Health Survey, de mars 2003 à juin 2006                        | L'Iraq Family Health Survey publie en 2008 pour l' Organisation mondiale de la santé des résultats dans le New England Journal of Medicine. L'étude a porté sur 9 345 familles à travers l'Irak et estime que 151 000 décès sont dus à la violence (plage d'incertitude de 95 %, 104 000 à 223 000) de mars 2003 à juin 2006,. |
| Revue Lancet, de mars 2003 à juin 2006                                     | Une étude publiée dans la revue The Lancet établit le chiffre de 654 965 décès excédentaires jusqu'à la fin juin 2006 en se fondant sur les données d'une enquête auprès des ménages. L’estimation concerne tous les décès violents et non violents excédentaires. Le chiffre inclut également les décès dus à une augmentation de l’anarchie, à des infrastructures dégradées, à des soins de santé de moins bonne qualité, etc. On estime que 601 027 décès (fourchette de 426 369 à 793 663 en utilisant un intervalle de confiance de 95 %) sont dus à la violence. 31 % d’entre eux sont attribués à la Coalition, 24% à d’autres, 46% à des agents inconnus. Les causes des morts violentes sont les coups de feu (56%), les voitures piégées (13 %), d'autres explosions/munitions (14 %), les bombardements aériens (13%), les accidents (2%) et les causes inconnues (2%). Une copie d'un acte de décès était disponible pour une forte proportion de décès déclarés (92 % des ménages invités à en produire un), |
| Revue PLOS Medicine, de mars 2003 à juin 2011                              | Le chiffre de l'étude publiée dans PLOS Medicine d'environ 460 000 décès excédentaires jusqu'à fin juin 2011 se fonde sur des enquêtes auprès des ménages. L’estimation concerne tous les décès violents et non violents excédentaires. Elle inclut également les décès dus à l'aggravation de l’anarchie, à la dégradation des infrastructures, à des soins de santé de moins bonne qualité, etc. Les auteurs estiment qu'au moins 55 000 décès supplémentaires manquent dans l'enquête, car les familles des défunts avaient émigré hors d'Irak. Plus de 60% de décès sont directement imputables à la violence. 405 000 décès (plage de 48 000 à 751 000 en utilisant un intervalle de confiance de 95%) ont été estimés comme un excès de décès attribuable au conflit. L'enquête indique que même si les attentats aux voitures piégées ont fait l'objet d'une plus grande couverture médiatique à l'échelle internationale, les blessures par balle sont responsables de la majorité (63%) des morts violentes. L'étude estime également que 35 % des morts violentes sont attribuées à la Coalition et 32% aux milices. Les maladies cardiovasculaires représentent environ la moitié (47%) des décès non violents, les maladies chroniques 11%, les décès de nourrissons ou d'enfants autres que des blessures 12,4%, les blessures non liées à la guerre 11 % et le cancer 8 %. |
| Opinion Research Business                                                  | Un sondage Opinion Research Business (ORB), ORB survey of Iraq War casualties (en), mené du 12 au 19 août 2007 estime à 1 033 000 le nombre de morts violentes dues à la guerre en Irak. La fourchette donnée était de 946 000 à 1 120 000 décès. Un échantillon représentatif à l'échelle nationale d'environ 2 000 adultes irakiens a répondu à la question de savoir si des membres de leur foyer (vivant sous leur toit) avaient été tués à cause de la guerre en Irak. 22% des personnes interrogées ont perdu un ou plusieurs membres de leur foyer. L'ORB a rapporté que « 48 % sont morts d'une blessure par balle, 20 % de l'explosion d'une voiture piégée, 9 % d'un bombardement aérien, 6 % des suites d'un accident et 6 % d'une autre explosion/munition. »,. |
| Documents divulgués par Wikileaks, de janvier 2004 à décembre 2009         | Des documents militaires américains classifiés publiés par WikiLeaks en octobre 2010 font état de 109 032 décès répartis en « civils » (66 081 décès), « nation hôte » (15 196 décès), « ennemi » (23 984 décès) et « amical » (3 771 décès) entre janvier 2004 et décembre 2009 |
| Ministère de la santé irakien, de janvier 2005 à février 2009              | Le ministère de la Santé du gouvernement irakien compte 87 215 Irakiens morts de mort violente entre le 1er janvier 2005 et le 28 février 2009, en se fondant sur les certificats de décès délivrés par les hôpitaux et les morgues pour morts violentes. Le responsable qui a fourni les données déclare à l'Associated Press que le nombre réel de morts est entre 10 et 20 % plus élevé en raison des milliers de personnes toujours portées disparues et enterrés dans le chaos de la guerre sans documents officiels ; le ministère ne dispose pas ds chiffres pour les deux premières années de la guerre,. |
| The Associated Press de mars 2003 à avril 2009                             | Associated Press déclare que plus de 110 600 Irakiens ont été tués depuis le début de la guerre jusqu'en avril 2009, en se fondant le décompte du ministère de la Santé de 87 215 morts pour la période du 1er janvier 2005 au 28 février 2009, combiné avec le nombre de victimes pour 2003-2004, et après le 29 février 2009, fourni par des sources hospitalières et des médias,. |
| Iraq Body Count, depuis mars 2003                                          | Le Projet Iraq Body Count' (IBC) estime que 183 535 à 206 107 civils sont morts de mort violente jusqu'en avril 2019. Ce chiffre comprend les décès de civils signalés dus à l'action militaire de la coalition et des insurgés, à la violence communautaire et à l'augmentation de la violence criminelle. Le site de l'IBC déclare : « de nombreux décès ne seront probablement pas signalés ou enregistrés par les autorités et les médias ».. |
| Ali al-Shemari (ministre irakien de la Santé) de mars 2003 à novembre 2006 | Selon le ministre irakien de la Santé, Ali al-Shemari (en), depuis l'invasion de mars 2003, entre 100 000 et 150 000 Irakiens ont été tués, estimation fournie en novembre 2006, fondée sur une estimation de 100 corps par jour amenés aux morgues et aux hôpitaux, calcul qui devrait conduire au nombre de 130 000 tués au total selon le Taipei Times. |
| Costs of War Project, de mars 2003 à octobre 2018                          | Entre 268 000 et 295 000 personnes ont été tuées dans les violences, dont 182 272 à 204 575 civils (en utilisant les chiffres d'Iraq Body Count), entre mars 2003 et octobre 2018, selon les conclusions du Costs of War Project (en), une équipe de 35 chercheurs, experts juridiques, praticiens des droits de l'homme et médecins, réunis par l'Université Brown et le Watson Institute for International and Public Affairs. «Les chiffres des morts violentes civiles sont « sûrement sous-estimés »",. |

## Décès par catégorie
| Forces de Sécurité Irakiennes (alignées sur la Coalition) | De juin 2003 au 31 décembre 2010, selon plusieurs estimations, 16 623 militaires et policiers irakiens ont été tués. |
| Insurgés irakiens                                         | De juin 2003 au 30 septembre 2011, plus de 26 320 à 27 000 insurgés irakiens ont été tués, selon plusieurs estimations. |
| Journalistes et humanitaires                              | 136 journalistes et 51 employés des médias ont été tués dans l'exercice de leurs fonctions, selon des chiffres de février 2009,. 94 travailleurs humanitaires ont été tués selon un article de Reuters du 21 novembre 2007. |
| Forces armées des Etats-Unis                              | Au 19 juillet 2021, selon le site Web du ministère américain de la Défense, il y a eu 4 431 morts au total et 31 994 blessés au combat à la suite de la guerre en Irak. |
| Soldats de la coalition tués par des tirs hostiles        | Au 23 octobre 2011, les tirs hostiles représentaient 3 777 des 4 799 morts militaires de la coalition. |
| Forces armées d'autres pays de la Coalition               | Voir Coalition militaire en Irak. Au 24 février 2009, il y avait eu 318 morts parmi les forces armées des autres pays de la coalition, dont 179 décès pour le Royaume-Uni et 139 décès dans d’autres pays. Répartition, : - Australie – 2 - Azerbaijan – 1 - Bulgarie – 13 - République tchèque – 1 - Danemark – 7 - Salvador – 5 - Estonie – 2 - Fidji – 1 - Géorgie – 5 - Hongrie – 1 - Italie – 33 - Kazakhstan – 1 - Lettonie – 3 - Pays-Bas – 2 - Pologne – 30 - Portugal – 1 - Roumanie – 4 - Slovaquie – 4 - Corée du Sud – 1 - Espagne – 11 - Thailande – 2 - Ukraine – 18 - Royaume Uni – 179 |
| Contractors (mercenaires)                                 | Contractors. Au moins 1 487 morts entre mars 2003 et juin 2011. 245 d'entre eux viennent des États-Unis,. Les contractors sont « des Américains, des Irakiens et des travailleurs de plus de trois douzaines d'autres pays ». 10 569 ont été blessés. Ils « préparent les repas, font la lessive, réparent les infrastructures, traduisent des documents, analysent les renseignements, gardent les prisonniers, protègent les convois militaires, livrent de l'eau dans la zone verte fortement fortifiée et montent la garde dans les bâtiments – des tâches souvent très dangereuses, presque identiques à celles accomplies par de nombreuses troupes américaines" A July 4, 2007, Los Angeles Times article reported 182,000 employees of U.S.-government-funded contractors and subcontractors (118,000 Iraqi, 43,000 other, 21,000 U.S.),. Un article du Los Angeles Times du 4 juillet 2007 fait état de 182 000 employés d'entrepreneurs et de sous-traitants financés par le gouvernement américain (118 000 irakiens, 43 000 autres, 21 000 américains). |

## Morts au moment de l'invasion de l'Irak
Le Projet Iraq Body Count (IBC) documente un nombre de morts civiles jusqu'à la fin de la phase majeure de combat (1er mai 2003) dans un rapport de 2005 , utilisant des informations mises à jour, l'IBC rapporte que 7 299 civils auraient été tués, principalement par les forces aériennes et terrestres américaines. Au 1er mai 2003, 17 338 civils ont été blessés. L'IBC affirme que ses chiffres sont probablement sous-estimés car "de nombreux décès ne seront probablement pas signalés ou non enregistrés par les autorités et les médias".
Selon un article du Guardian du 28 mai 2003, « les taux de mortalité trouvés dans les unités militaires autour de Bagdad étant compris entre 3 % et 10 %, on arrive si l'on extrapole à l'échelle du pays à un bilan compris entre 13 500 et 45 000 morts parmi les soldats et les paramilitaires. ».

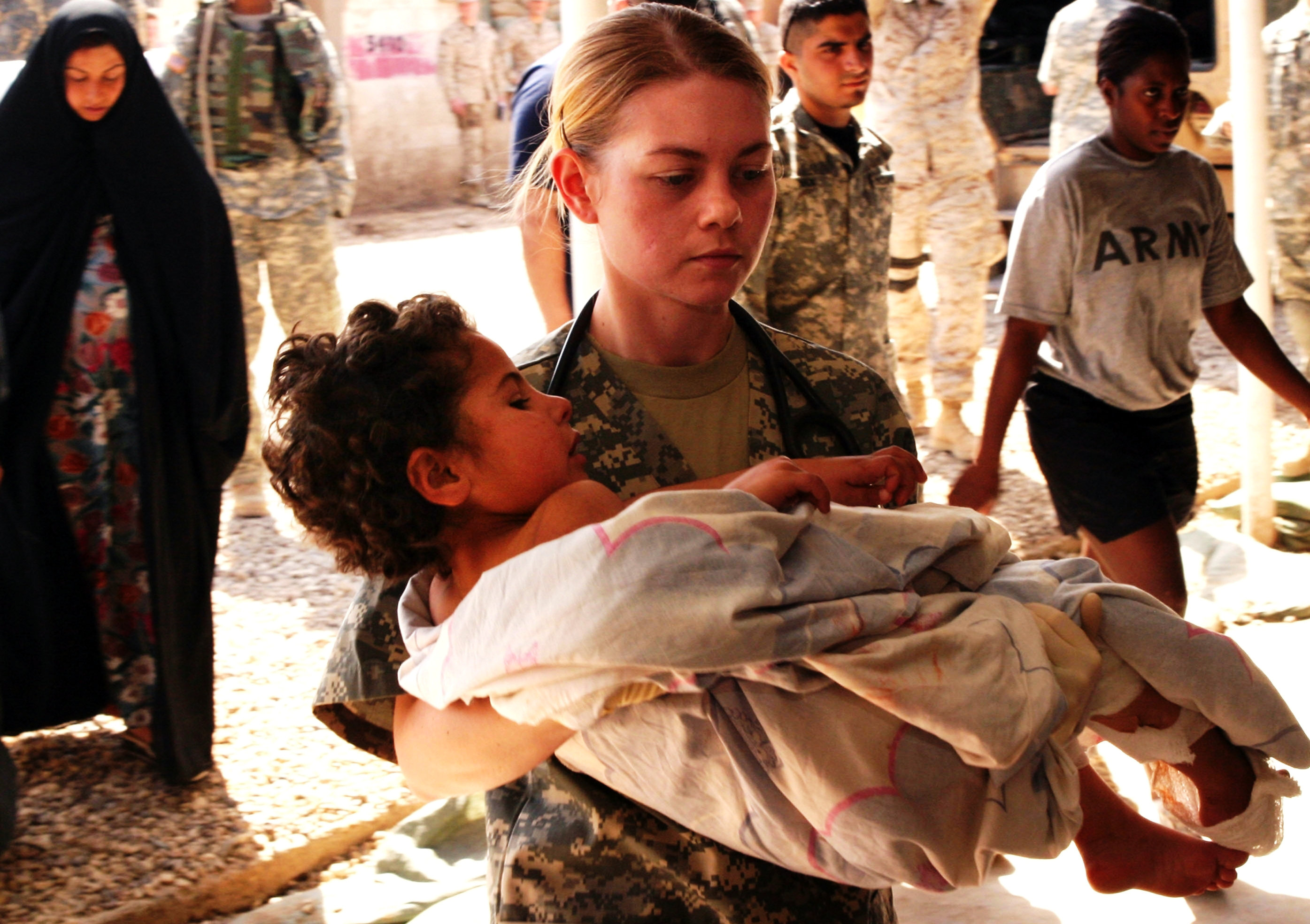
Un soldat transporte un enfant irakien blessé au centre médical Charlie du camp Ramadi, en Irak (20 mars 2007).

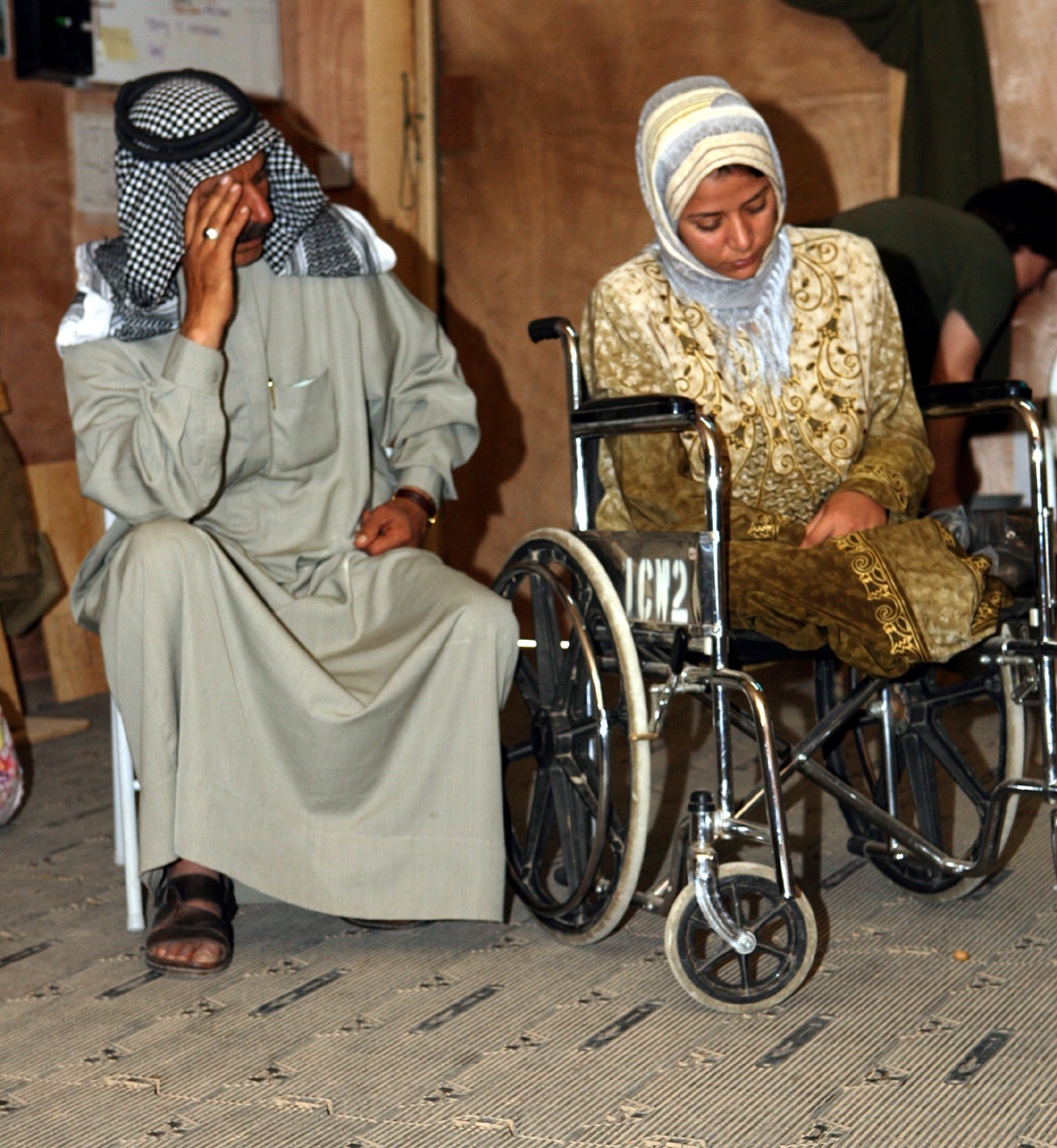
Une Irakienne handicapée de 28 ans a perdu ses deux jambes lors d'opérations de combat (7 mai 2006)

## Victimes causées par la violence criminelle et politique

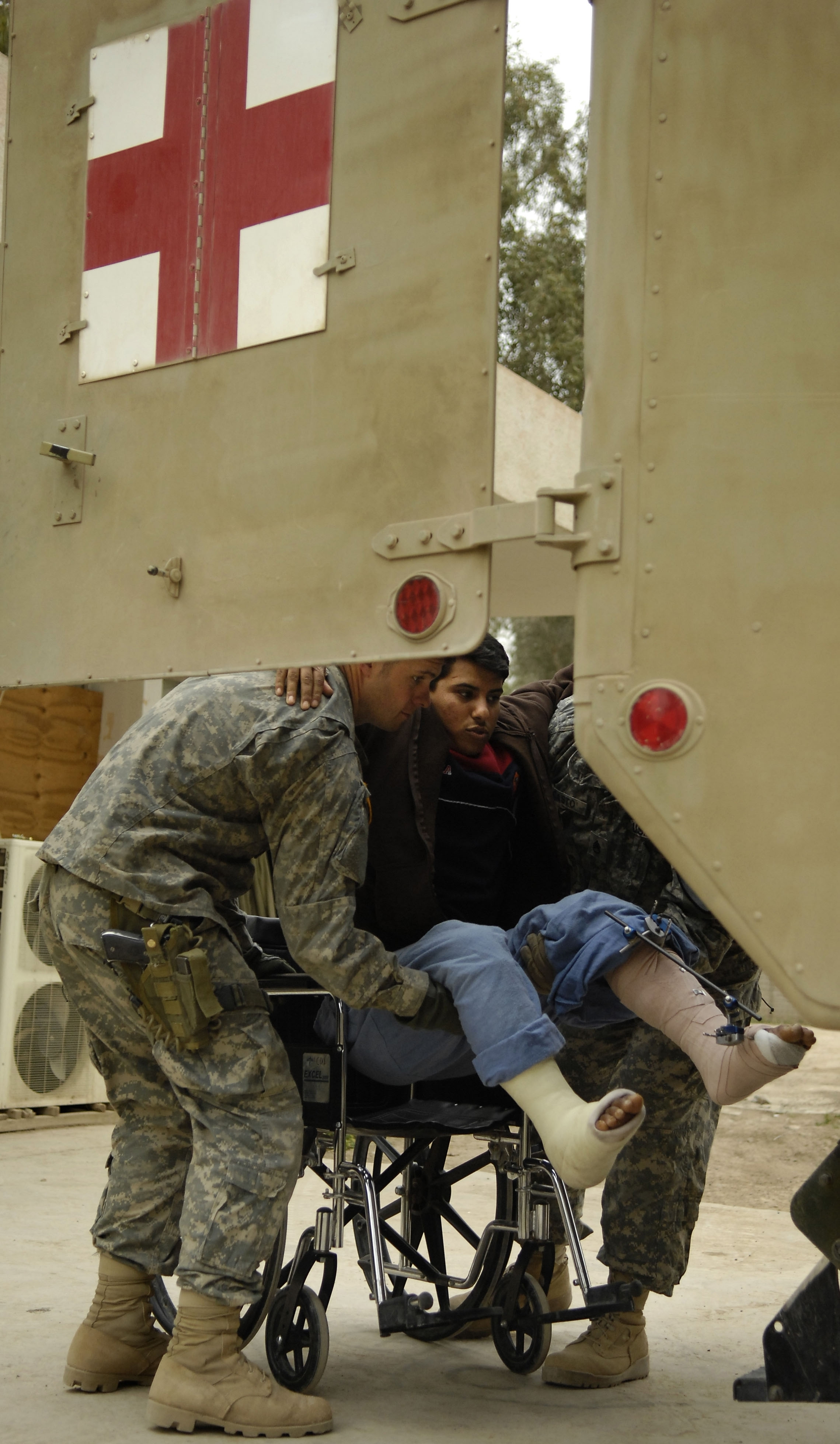
Des médecins de l'armée américaine transportent un policier irakien blessé dans une ambulance (mars 2007)

En mai 2004, Associated Press a réalisé une enquête  sur les morgues de Bagdad et des provinces environnantes. L'enquête a recensé les morts violentes depuis le 1er mai 2003, lorsque le président Bush a déclaré la fin des opérations de combat majeures, jusqu'au 30 avril 2004.

Extrait de l'article de l'AP :
À Bagdad, selon les chiffres fournis par Kais Hassan, directeur des statistiques à l'Institut médico-légal de Bagdad, qui administre les morgues de la ville. "Avant la guerre, il y avait un gouvernement fort, une sécurité forte. Il y avait beaucoup de policiers dans les rues et il n'y avait pas d'armes illégales", a-t-il déclaré lors de la visite d'un journaliste de l'AP à la morgue. "Maintenant, il y a peu de contrôles. Il y a du crime, des meurtres par vengeance, tellement de violence".

En outre, les corps des combattants tués appartenant à des groupes comme l’armée d’al-Mahdi sont rarement transportés dans les morgues.
L'article rapporte que les chiffres se traduisent par 76 meurtres pour 100 000 habitants à Bagdad, contre 39 à Bogotá, en Colombie, 7,5 à New York et 2,4 en Jordanie voisine. L'article indique qu'il y avait 3,0 meurtres pour 100 000 habitants à Bagdad l'année précédant la guerre, en 2002. Les morgues étudiées dans d’autres régions d’Irak ont également signalé une forte augmentation du nombre d’homicides. Karbala, au sud de Bagdad, est passée d'une moyenne d'un homicide par mois en 2002 à une moyenne de 55 par mois l'année qui a suivi l'invasion ; à Tikrit, au nord de Bagdad, où il n'y a eu aucun homicide en 2002, le taux est passé à une moyenne de 17 par mois ; dans la province septentrionale de Kirkouk, le taux est passé de 3 par mois en 2002 à 34 par mois au cours de la période d'enquête.

## Nombre de morts parmi les insurgés irakiens
Le nombre total de morts parmi les insurgés est difficile à estimer . En 2003, 597 insurgés ont été tués, selon l'armée américaine. De janvier 2004 à décembre 2009 (sans compter mai 2004 et mars 2009), 23 984 insurgés auraient été tués, d'après les rapports des soldats de la coalition sur les lignes de front. Au cours des deux mois manquants à l'estimation, 652 ont été tués en mai 2004, et 45 ont été tués en mars 2009. En 2010, 676 autres insurgés ont été tués. Entre janvier et mars et octobre 2011, 451 insurgés ont été tués,,,,,. Sur la base de toutes ces estimations, quelque 26 405 insurgés/miliciens ont été tués entre 2003 et fin 2011.
Cependant, ce chiffre pourrait être faible par rapport à la réalité, car il ne prend en compte que les morts au combat contre les forces dirigées par les États-Unis ; les insurgés se sont également fréquemment affrontés entre eux et ceux qui ont été tués pour des raisons autres que les combats ne sont pas comptés.
Chiffres fournis par l'armée américaine et le ministère irakien de la Défense, y compris les kamikazes
- 2011 – 451 (hors février et août)
- 2010 – 676
- 2009 – 488 (hors juin)
- 2008 – 2 028
- 2007 – 6 747 (source : armée américaine), 4 544 (source : ministère irakien de la Défense)
- 2006 – 3 902
- 2005 – 3 247 (source : armée américaine), 1 734 (source : ministère irakien de la Défense)
- 2004 – 6 801
- 2003 – 603
- 2009-73
- 2008 – 257
- 2007 – 442 [62]
- 2006 – 297 [62],[63]
- 2005 – 478 [64]
- 2004 – 140 [64]
- 2003 (d'août à décembre) – 32

Total général – 21 221 à 26 405 insurgés tués

## Nombre de blessés irakiens
| Ministère irakien des droits de l'homme      | Le ministère des Droits de l'Homme du gouvernement irakien a recensé 250 000 blessés irakiens entre 2003 et 2012. Le ministère avait précédemment signalé que 147 195 blessés avaient été enregistrés pour la période 2004-2008.                                                                           |
| Gouvernement irakien                         | Le porte-parole du gouvernement irakien, Ali al-Dabbagh, a rapporté que 239 133 blessés irakiens ont été enregistrés par le gouvernement entre 2004 et 2011. |
| Documents militaires divulgués par Wikileaks | Des documents militaires américains classifiés publiés par WikiLeaks en octobre 2010 font état de 176 382 blessés, dont 99 163 civils entre janvier 2004 et décembre 2009. |
| Iraq Body Count                              | Le projet Iraq Body Count a rapporté qu'il y avait eu au moins 20 000 civils blessés au cours des premiers mois de la guerre entre mars et juillet 2003. Un rapport a indiqué qu'au moins 42 500 civils auraient été blessés au cours des deux premières années de la guerre entre mars 2003 et mars 2005. |

## Malades irakiens
En novembre 2006, des rapports faisaient état d'une détérioration significative du système de santé irakien en raison de la guerre.
Des articles dans The Lancet et Al Jazeera  indiquent une augmentation spectaculaire  du nombre de cas de malformations congénitales, de cancers, de fausses couches, de maladies et de naissances prématurées après la première et la deuxième guerre d'Irak, liée probablement à la présence d'uranium appauvri et de produits chimiques introduits en Irak  par les attaques américaines au cours de cette période, notamment dans les régions de Falloujah, de Bassorah et du sud de l'Irak,.
En 2007, une étude de la Société irakienne des psychiatres et de l'OMS a révélé que 70 % des 10 000 élèves des écoles primaires du quartier de Sha'ab, au nord de Bagdad, souffrent de symptômes liés à un traumatisme.

## Réfugiés irakiens
Au 4 novembre 2006, le Haut Commissariat des Nations Unies pour les réfugiés estimait que 1,8 million d'Irakiens avaient été déplacés vers les pays voisins et 1,6 million étaient déplacés à l'intérieur du pays, avec près de 100 000 Irakiens fuyant vers la Syrie et la Jordanie chaque mois.[81]
Environ 40% de la classe moyenne irakienne aurait fui, selon un rapport de l'ONU en 2007. La plupart fuient les persécutions systématiques et n'envisagent pas de revenir. Selon Human Rights Watch, au moins 2 000 médecins irakiens ont été tués et 250 kidnappés depuis l'invasion américaine de 2003. Toutes sortes de personnes, des professeurs d'université aux boulangers, ont été la cible des milices, des insurgés irakiens et des criminels.

## Victimes militaires au sein de la coalition

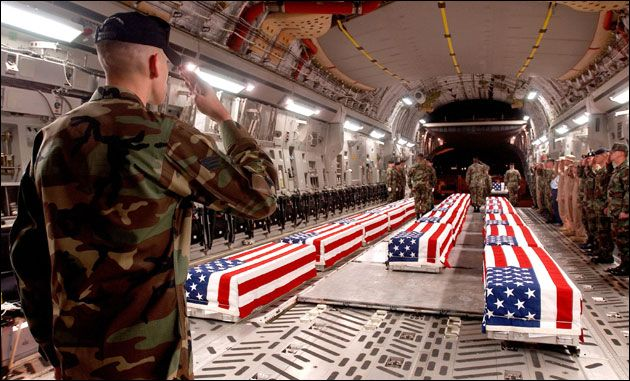
La plupart des victimes américaines, comme celles d'un avion de transport militaire C-17, retournent à la base aérienne de Dover, dans le Delaware. (date inconnue)

Depuis la passation officielle du pouvoir au gouvernement intérimaire irakien le 28 juin 2004, les soldats de la coalition menée par les Etats-Unis ont continué à être attaqués en Irak.

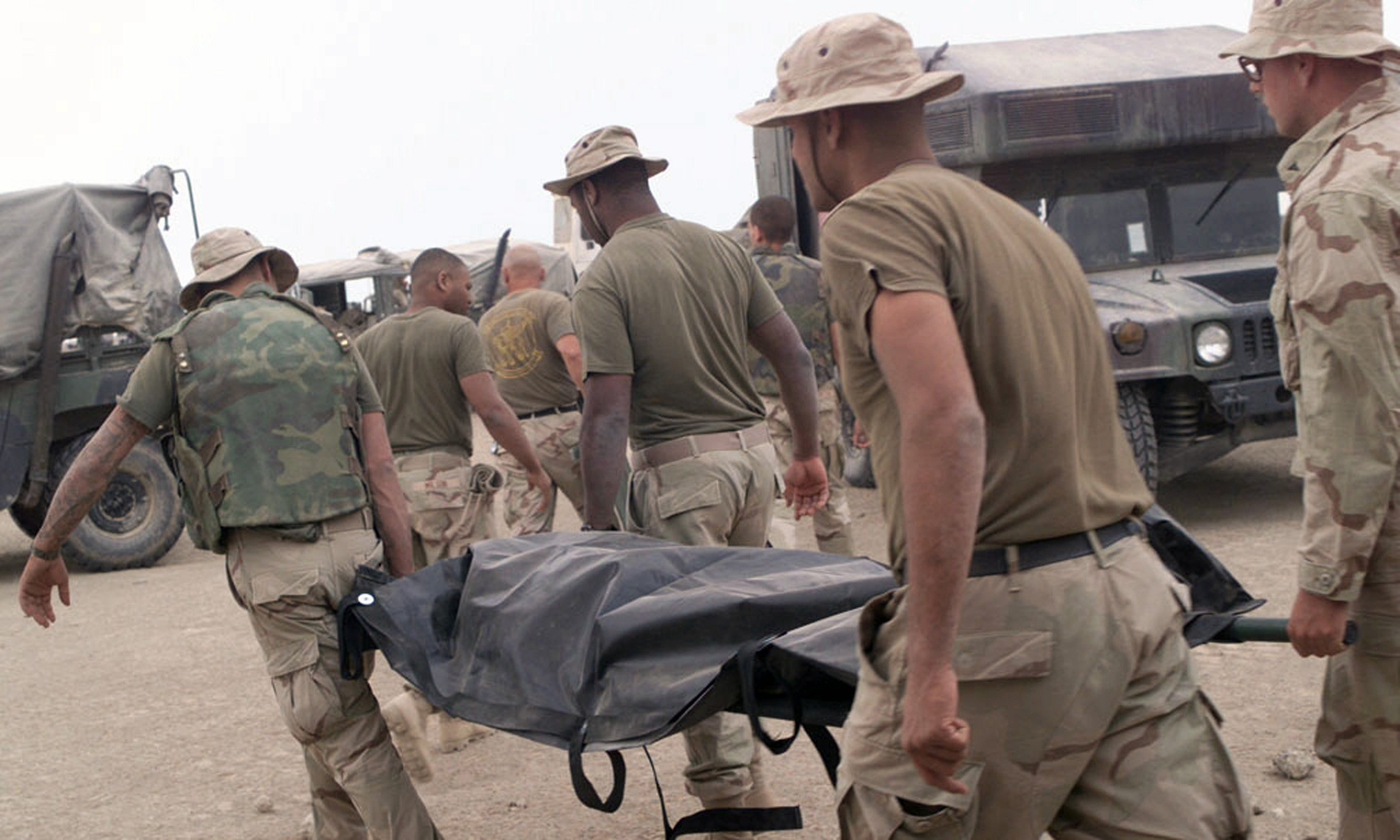
Un Marine américain tué en avril 2003.

Le total des victimes au sein de la coalition et au sein des mercenaires employés à son service (contractors) est plus de dix fois supérieur à celui de la guerre du Golfe de 1990-1991. Au cours de la guerre du Golfe, les forces de la coalition ont perdu environ 378 personnes ; parmi les militaires irakiens, des dizaines de milliers ont été tués.

### Soldats de la coalition malades ou blessés

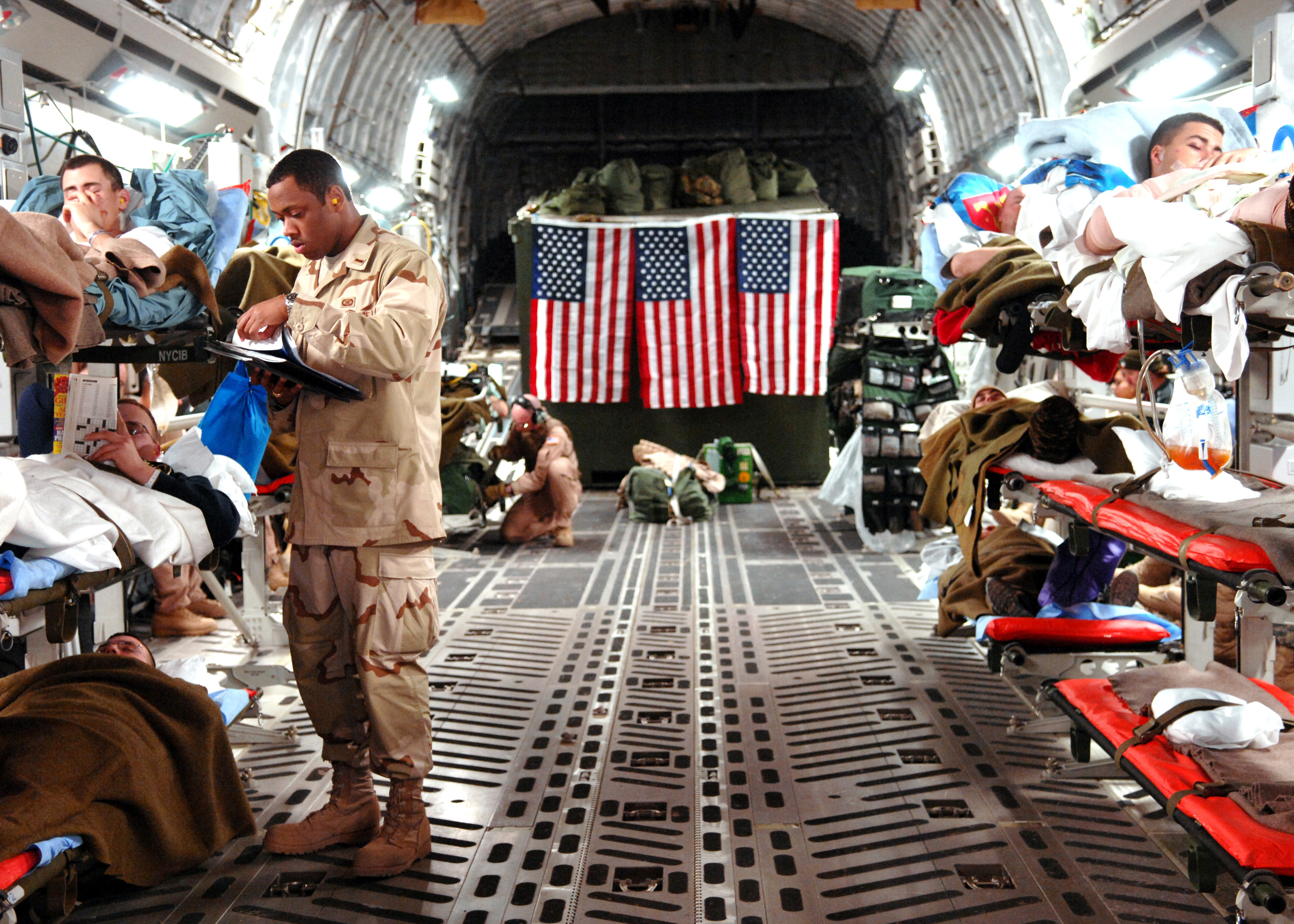
Des militaires américains blessés ont été transportés d'Irak à la base aérienne de Ramstein, en Allemagne, pour y être soignés. (février 2007)

De nombreux vétérans américains de la guerre en Irak ont signalé des problèmes de santé graves, notamment des tumeurs, un dysfonctionnement sexuel, des migraines, des spasmes musculaires fréquents et d'autres symptômes qui rappellent le « syndrome de la guerre du Golfe » de 1991, que certains pensent être liés à l'utilisation par les États-Unis d'uranium appauvri radioactif.
Une étude sur les vétérans américains publiée en juillet 2004 dans le New England Journal of Medicine sur le trouble de stress post-traumatique TSPT) et d'autres troubles mentaux chez les vétérans d'Irak et d'Afghanistan révèle que 5 à 9,4 % (selon la définition du TSPT utilisée, étroite ou large) souffre du TSPT avant le déploiement sur le champ d'opérations militaires. Après le déploiement, 6,2 à 19,9 % souffrent de TSPT. Pour la définition large du TSPT, cela représente une augmentation de 10,5 % (19,9 % – 9,4 % = 10,5 %)., c'est-à-dire 10 500 cas supplémentaires de TSPT pour 100 000 soldats américains après qu'ils ont servi en Irak. ePluribus Media, un collectif de journalisme citoyen indépendant, suit et catalogue les incidents possibles, probables ou confirmés rapportés par la presse concernant des cas post-déploiement ou en zone de combat dans sa chronologie du SSPT.
Les informations sur les blessures subies par les troupes des autres pays de la coalition sont moins facilement disponibles, mais selon le Hansard, 2 703 soldats britanniques ont été évacués médicalement d'Irak en raison de blessures ou de blessures au 4 octobre 2004, et que 155 soldats britanniques ont été blessés en Irak en combattant lors de l'invasion de 2003.

### Morts accidentelles
En août 2008, seize soldats américains étaient morts par électrocution accidentelle en Irak, selon le ministère de la Défense

### Polémiquesur Nightline
Ted Koppel, animateur de l' émission Nightline sur ABC, consacre son émission du 30 avril 2004 à la lecture des noms de 721 des 737 soldats américains morts jusqu'alors en Irak (les seize noms restants ayant été jugés invérifiables). Affirmant que l'émission était "motivée par un agenda politique destiné à saper les efforts des États-Unis en Irak", le Sinclair Broadcast Group prend alors la décision d'interdire les sept stations affiliées au réseau ABC qu'il contrôle de diffuser l'émission. Cette censure suscite des critiques des deux côtés, notamment des membres des forces armées, des opposants à la guerre, de MoveOn.org, et plus particulièrement du sénateur républicain américain John McCain, qui la dénonce comme étant « antipatriotique » et « un mauvais service flagrant » au public",,.

### Mutilés

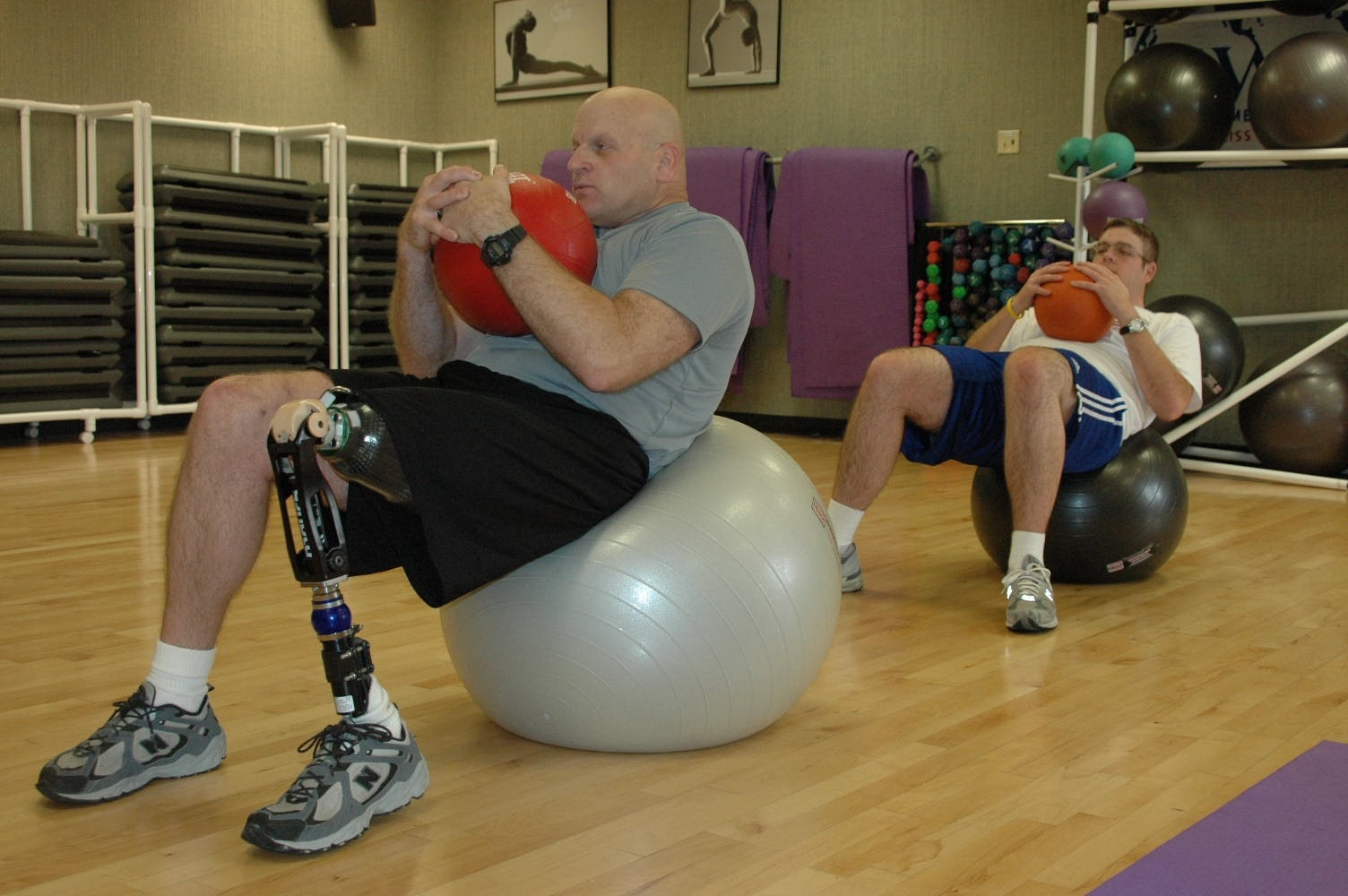
Soldat américain amputé (février 2007)

Au 18 janvier 2007, plus de 500 Américains sont amputés à cause de la guerre en Irak. En 2016, leur nombre est estimé à 1 650 soldats américains. L'estimation de 2007 suggère que les amputés représentent 2,2 % des 22 700 soldats américains blessés au combat (5 % pour les soldats que leurs blessures ont empêchés de reprendre leurs fonctions).
Le nombre de blessés américains pourrait être sous-estimé. Selon USA Today, en novembre 2007, plus de 20 000 soldats américains présentent des signes de lésions cérébrales sans être classés comme blessés lors de combats en Irak et en Afghanistan.

### Maladie mentale et suicide
Un éminent psychiatre de l'armée américaine, le colonel Charles Hoge, déclare en mars 2008 que près de 30 % des soldats lors de leur troisième déploiement sur le champ des opérations militaires souffrent de graves problèmes de santé mentale et qu'un an de repos ne suffit pas entre les périodes de combat.
Un article du Time du 12 mars 2007 rend compte d'une étude publiée dans les Archives of Internal Medicine. Un tiers des 103 788 anciens combattants revenant des guerres d'Irak et d'Afghanistan, examinés dans les installations du Département américain des Anciens Combattants entre le 30 septembre 2001 et le 30 septembre 2005, ont reçu un diagnostic de maladie mentale ou de troubles psychosociaux, tels que l'itinérance, la violence familiale. Plus de la moitié des personnes diagnostiquées, soit 56 % souffraient de plus d'un trouble. La combinaison la plus courante était le syndrome de stress post-traumatique et la dépression.
En janvier 2008, l'armée américaine signale que le taux de suicide parmi les soldats en 2007 est le plus élevé depuis que l'armée a commencé à les dénombrer en 1980. Il y a eu 121 suicides en 2007, soit une augmentation de 20 % par rapport à l'année précédente. En outre, il y a eu environ 2 100 tentatives de suicide et d’automutilation en 2007. D'autres sources révèlent des estimations plus élevées.

Le magazine Time rapporte le 5 juin 2008 :
Les données contenues dans le cinquième rapport de l'équipe consultative en santé mentale de l'armée indiquent que, selon une enquête anonyme réalisée l'automne dernier auprès des troupes américaines, environ 12 % des soldats combattant en Irak et 17 % de ceux en Afghanistan prennent des antidépresseurs sur ordonnance ou des somnifères pour les aider à s’en sortir. ... Environ un tiers des soldats en Afghanistan et en Irak déclarent ne pas pouvoir consulter un professionnel de la santé mentale lorsqu'ils en ont besoin. Lorsque le nombre de soldats en Irak a augmenté de 30 000 l’année dernière, le nombre d’agents de santé mentale de l’armée est resté le même – environ 200 – ce qui rend l’accès aux conseils et aux soins encore plus difficile.
Dans le même article, Time a également rendu compte de certaines des raisons de la consommation de médicaments sur ordonnance :
Ce déséquilibre entre le fait de voir de près le prix de la guerre et le sentiment de ne pas pouvoir y faire grand-chose, suggère l'enquête, contribue à des sentiments de « peur intense, d'impuissance ou d'horreur » qui sèment les graines de la détresse mentale. "Un ami s'est liquéfié alors qu'il était au volant d'un char et j'ai tout vu", est un récit typique. Un autre soldat raconte : "Une énorme bombe a explosé la tête de mon ami à environ 50 mètres de moi." De telles scènes indélébiles – et l’on se demande quand et où la prochaine se produira – poussent des milliers de soldats à prendre des antidépresseurs, disent les psychiatres militaires. Il n'est pas difficile de comprendre pourquoi.
Des professionnels de la santé mentale ont exprimé leur inquiétude quant aux effets sur la santé émotionnelle et le développement des nourrissons et des enfants des anciens combattants de retour, en raison de l'augmentation des taux de violence interpersonnelle, de stress post-traumatique, de dépression et de toxicomanie signalés parmi ces anciens combattants,,. De plus, l'anxiété provoquée par les mutilations entraînent un stress énorme pour le père, ce qui peut nuire à son rôle parental, ainsi qu'aux enfants du couple directement. On estime que les besoins en matière de santé mentale des familles des militaires à la suite d'une exposition au combat et d'autres traumatismes liés à la guerre ne seront probablement pas pris en compte de manière adéquate par le système de santé militaire qui sépare les soins de santé mentale du soldat de retour de ceux de sa famille,.

### Mercenaires (contractors)
En juillet 2007, le ministère du Travail avait enregistré 933 décès  de contractors, c'est-à-dire d'employés de sociétés militaires privées en Irak. En avril 2007, l’ Inspecteur général spécial pour la reconstruction de l’Irak déclare que le nombre de décès de contractors civils dans le cadre de projets financés par les États-Unis en Irak est de 916. En janvier 2007, le Houston Chronicle rapporte que le Pentagone n'a pas suivi les décès de contractors en Irak.

## Débats scientifiques sur les méthodes de décompte
Les estimations du nombre total de décès liés à la guerre en Irak pour certaines périodes sont très controversées.

### Sous-estimation du nombre de morts
Un examen des estimations de décès en Irak publié en 2008 dans la revue Conflict and Health conclut que le nombre de 600 000 décès entre 2003 et 2006 établi dans la revue The Lancet repose sur une sous-estimation probable de la mortalité totale :
« Les études jugées de la plus haute qualité, celles utilisant des méthodes basées sur la population, ont donné les estimations les plus élevées... Notre examen indique que, malgré des estimations variables, le fardeau de la mortalité de la guerre et de ses conséquences sur l'Irak est important... De la population , les études de Roberts et Burnham ont fourni la méthodologie la plus rigoureuse puisque leur principal résultat était la mortalité... il n'est pas surprenant que leurs études aient été fortement critiquées étant donné les implications politiques de leurs résultats et les problèmes politiques et de sécurité inhérents à la conduite de ce type de recherche."
Une étude de 2016 dans Annual Review of Public Health est parvenue à des conclusions similaires, indiquant que les estimations du nombre très élevé de victimes irakiennes publiées dans la revue Lancet sont :
"... largement considérée par nos pairs comme l'enquête la plus rigoureuse sur la mortalité des civils irakiens liée à la guerre en Irak ; nous sommes d'accord avec cette évaluation et pensons que l'étude [PLOS] est également scientifiquement rigoureuse... [Le nombre de décès de civils irakiens] en fait , a peut-être été sous-estimé par ces études scientifiquement conservatrices.
Mais selon une étude réalisée en 2017 par Keith Krause de l'Institut de hautes études internationales et du développement de Genève, Suisse, « le consensus semble être qu'environ 150 000 personnes sont mortes violemment à la suite des combats entre 2003 et 2006 ».

### Problèmes liés aux décomptes de cadavres
Les corps de certaines victimes ne finissent pas à la morgue et peuvent donc ne pas être enregistrés. En 2006, le Washington Post rapportait : « La police et les hôpitaux donnent souvent des chiffres très contradictoires sur les personnes tuées dans des attentats à la bombe majeurs. En outre, les chiffres des décès sont rapportés via de multiples canaux par les agences gouvernementales qui fonctionnent avec une efficacité variable. ».

### Problèmes liés aux enquêtes auprès des familles
Le Washington Post a noté en 2008 que
des recherches ont montré que les enquêtes auprès des ménages négligent généralement 30 à 50% des décès. L'une des raisons est que certaines familles ayant subi des morts violentes quittent la zone d'enquête. ... Certaines personnes sont kidnappées et disparaissent, tandis que d’autres réapparaissent des mois ou des années plus tard dans des fosses communes. Certains sont enterrés ou éliminés d’une autre manière sans être enregistrés. Dans les zones particulièrement violentes, les gouvernements locaux ont effectivement cessé de fonctionner et il existe des canaux inefficaces pour collecter et transmettre des informations entre les hôpitaux, les morgues et le gouvernement central.
L' étude du Lancet d'octobre 2006   déclare :
Hormis la Bosnie, nous ne trouvons aucune situation de conflit où la surveillance passive [utilisée par l'IBC] a enregistré plus de 20 % des décès mesurés par des méthodes basées sur la population [utilisées dans les études du Lancet ]. Dans plusieurs épidémies, les maladies et les décès enregistrés par les méthodes basées sur les établissements ont sous-estimé les événements d'un facteur dix ou plus par rapport aux estimations basées sur la population. Entre 1960 et 1990, les journaux sur les décès politiques au Guatemala ont rapporté correctement plus de 50 % des décès au cours des années de faible violence, mais moins de 5 % au cours des années de plus forte violence.
Stephen Soldz (en), qui dirige le site Internet « Iraq Occupation and Resistance Report », a écrit dans un article du 5 février 2006 :
Bien entendu, dans des conditions de rébellion active, les zones les plus sûres accessibles aux journalistes occidentaux sont probablement celles sous le contrôle des États-Unis et de la coalition, où les décès sont, à leur tour, probablement dus aux attaques des insurgés. Les zones contrôlées par les insurgés, susceptibles de faire l'objet d'attaques des gouvernements américain et irakien, comme c'est le cas pour la majeure partie de la province d'Anbar, sont tout simplement interdites à ces journalistes. Ainsi, les réalités du journalisme impliquent que les journalistes seront témoins d’une plus grande proportion de décès dus aux insurgés et d’une moindre proportion de décès dus aux forces gouvernementales américaines et irakiennes.
Un article du Washington Post du 19 octobre 2006 rapporte :
Les décès signalés par les autorités et publiés dans les médias ne représentent qu'une fraction des milliers de corps mutilés qui se retrouvent chaque mois dans la morgue surpeuplée de Bagdad. ... De plus en plus de corps sont jetés à Bagdad et dans ses environs, dans des champs délimités par des milices chiites individuelles et des groupes d'insurgés sunnites. Les forces de sécurité irakiennes refusent souvent de se rendre dans les décharges, laissant ainsi inconnu le nombre précis de corps qui s'y trouvent. Les décès de civils, contrairement à ceux des troupes américaines, ne sont souvent pas enregistrés.
L'Australien a rapporté en janvier 2007 que les estimations du gouvernement irakien en termes de victimes ne prennent pas en compte les décès attribués à la « criminalité », les décès de civils blessés dont la mort des suites de leurs blessures a tardé quelques jours, ni les décès de  victimes d'enlèvements qui n'ont pas été retrouvées.
Le projet Iraq Body Count (IBC) a déclaré en novembre 2004 : « nous avons toujours été assez explicites sur le fait que notre propre total est certainement une sous-estimation de la véritable situation, en raison de lacunes dans les rapports ou l'enregistrement ».

### Sous-déclaration par les autorités américaines
Le rapport de décembre 2006 de l'Iraq Study Group (ISG) a révélé que les États-Unis avaient filtré les rapports faisant état de violences afin de dissimuler ce qui a été perçu comme des échecs politiques américains en Irak. Un article du 7 décembre 2006 du McClatchy Newspapers. rapporte que selon l'ISG, les responsables américains ont signalé 93 attaques ou actes de violence importants au cours d'une seule journée de juillet 2006, alors un examen attentif des rapports pour cette seule journée met en lumière plus de 1 100 actes de violence. » L’article rapporte en outre :
« Ces résultats confirment un article du journal McClatchy du 8 septembre selon lequel les responsables américains n'ont pas inclus dans leur décompte des dizaines de personnes tuées dans des attentats à la voiture piégée et des attaques au mortier des tableaux mesurant les résultats d'une campagne visant à réduire la violence à Bagdad. En excluant ces données, les responsables américains ont pu se vanter de la diminution des décès dus aux violences communautaires dans la capitale irakienne de plus de 52% entre juillet et août, selon le journal McClatchy. »
D'après le rapport ISG lui-même :
Une bombe en bordure de route ou une attaque à la roquette ou au mortier qui ne blesse pas le personnel américain [mais un Irakien] ne compte pas

### Projet Iraq Body Count (IBC)

#### Méthodes et résultats
Un groupe anglo-américain indépendant, dont les enquêtes ne sont pas évaluées par les pairs, le projet Iraq Body Count (projet IBC) compile les décès de civils irakiens signalés à la suite de la guerre depuis l'invasion de 2003 et à l'insurrection et à la guerre civile qui ont suivi, y compris ceux causés directement par l'action militaire de la coalition, les actions militaires irakiennes, la guerre civile irakienne, par l'insurrection irakienne et celles résultant d’une criminalité excessive. Le IBC iclut dans son décompte toutes ces catégories de mort parce que l'autorité occupante a la responsabilité d'empêcher ces décès en vertu du droit international.
Selon le projet IBC au moins 185 194 à 208 167 civils irakiens sont morts de mort violente jusqu’en juin 2020 . Le projet Iraq Body Count (IBC) enregistre ses chiffres sur la base d'une « enquête complète des médias et des rapports des ONG, ainsi que des documents officiels qui ont été rendus publics. Le décombrement intègre des chiffres provenant d'hôpitaux, de morgues et d'autres agences de collecte de données documentaires. L'IBC a également eu accès aux révélations de WikiLeaks sur les journaux de guerre en Irak.
Les données du projet Iraq Body Count montrent que le type d’attaque qui a entraîné le plus grand nombre de morts civiles sont des exécutions consécutivement à des enlèvements. Ces décès représentent 33 % des morts de civils ; 29 % de ces décès sont dus à la torture. Les autres causes de décès les plus courantes suivantes sont les tirs d'armes légères (20 %), les attentats suicides (14 %), les véhicules piégés (9 %), les bombes en bord de route (5 %) et les bombardements aériens (5 %).
Le projet Iraq Body Count rapporte qu'à la fin de la phase de combat majeure de la période d'invasion jusqu'au 30 avril 2003, 7 419 civils irakiens ont été tués, principalement par les forces aériennes et terrestres américaines.
Le projet IBC publie un rapport détaillant les décès enregistrés entre mars 2003 et mars 2005  dans lequel il dénombre 24 865 morts civiles. Les États-Unis et leurs alliés sont responsables directement de la plus grande part (37 %), avec 9 270 décès. Les décès restants sont dus à la criminalité (36 %), aux forces anti-occupation (9 %), et à des agents inconnus (11 %). IBC se fonde également sur les principales sources utilisées par les médias – morgues, médecins, responsables irakiens, témoins oculaires, police, proches, coalition américaine, journalistes, organisations non gouvernementales (ONG).

#### Sous-estimation du nombre de morts
Le projet IBC a été critiqué par certains, qui estiment qu'il ne prend en compte qu'un faible pourcentage du nombre réel de décès du fait de sa dépendance à l'égard des sources médiatiques,,. Le directeur du projet IBC, John Sloboda, a déclaré : « Nous avons toujours dit que notre travail était sous-estimé, on ne peut pas s'attendre à ce qu'une analyse basée sur les médias rende compte de tous les décès » . Le projet IBC rejette nombre de critiques comme étant exagérées ou mal informées.
Selon un article de la revue scientifique The Lancet de 2013, l'Iraq Body Count pratique « une approche centrée sur les médias, non évaluée par des pairs, mais innovante, qui compte passivement les décès de civils (ou non combattants) tels qu'ils sont enregistrés dans les médias et dans les rapports de morgues. Aucun effort particulier n'est fourni pour découvrir les décès qui ne sont pas signalés. Le personnel qui collecte les données pour l'IBC est bénévole. Ses données sont intrinsèquement biaisées en raison de la rareté ou de l'absence de vérification indépendante, de la sous-estimation du nombre de morts violentes... Dans les cercles de recherche, les méthodes d'enquête par échantillonnage en grappes transversales aléatoires sont considérées comme une méthode épidémiologique plus rigoureuse dans les contextes de conflits".
|      | Jan  | Fév  | Mar  | Avr  | Mai  | Jun  | Jul  | Aoû  | Sep  | Oct  | Nov  | Déc  | Yearly totals |
| ---- | ---- | ---- | ---- | ---- | ---- | ---- | ---- | ---- | ---- | ---- | ---- | ---- | ------------- |
| 2003 | 3    | 2    | 3986 | 3448 | 545  | 597  | 646  | 833  | 566  | 515  | 487  | 524  | 12,152        |
| 2004 | 610  | 663  | 1004 | 1303 | 655  | 910  | 834  | 878  | 1042 | 1033 | 1676 | 1129 | 11,737        |
| 2005 | 1222 | 1297 | 905  | 1145 | 1396 | 1347 | 1536 | 2352 | 1444 | 1311 | 1487 | 1141 | 16,583        |
| 2006 | 1546 | 1579 | 1957 | 1805 | 2279 | 2594 | 3298 | 2865 | 2567 | 3041 | 3095 | 2900 | 29,526        |
| 2007 | 3035 | 2680 | 2728 | 2573 | 2854 | 2219 | 2702 | 2483 | 1391 | 1326 | 1124 | 997  | 26,112        |
| 2008 | 861  | 1093 | 1669 | 1317 | 915  | 755  | 640  | 704  | 612  | 594  | 540  | 586  | 10,286        |
| 2009 | 372  | 409  | 438  | 590  | 428  | 564  | 431  | 653  | 352  | 441  | 226  | 478  | 5,382         |
| 2010 | 267  | 305  | 336  | 385  | 387  | 385  | 488  | 520  | 254  | 315  | 307  | 218  | 4,167         |
| 2011 | 389  | 254  | 311  | 289  | 381  | 386  | 308  | 401  | 397  | 366  | 288  | 392  | 4,162         |
| 2012 | 531  | 356  | 377  | 392  | 304  | 529  | 469  | 422  | 400  | 290  | 253  | 299  | 4,622         |
| 2013 | 357  | 360  | 403  | 545  | 888  | 659  | 1145 | 1013 | 1306 | 1180 | 870  | 1126 | 9,852         |
| 2014 | 1097 | 972  | 1029 | 1037 | 1100 | 4088 | 1580 | 3340 | 1474 | 1738 | 1436 | 1327 | 20,218        |
| 2015 | 1490 | 1625 | 1105 | 2013 | 1295 | 1355 | 1845 | 1991 | 1445 | 1297 | 1021 | 1096 | 17,578        |
| 2016 | 1374 | 1258 | 1459 | 1192 | 1276 | 1405 | 1280 | 1375 | 935  | 1970 | 1738 | 1131 | 16,393        |
| 2017 | 1119 | 982  | 1918 | 1816 | 1871 | 1858 | 1498 | 597  | 490  | 397  | 346  | 291  | 13,183        |
| 2018 | 474  | 410  | 402  | 303  | 229  | 209  | 230  | 201  | 241  | 305  | 160  | 155  | 3,319         |
| 2019 | 323  | 271  | 123  | 140  | 167  | 130  | 145  | 93   | 151  | 361  | 274  | 215  | 2,393         |
| 2020 | 114  | 148  | 73   | 52   | 74   | 64   | 49   | 82   | 54   | 70   | 74   | 54   | 908           |
| 2021 | 64   | 56   | 49   | 66   | 49   | 46   | 87   | 60   | 41   | 65   | 23   | 63   | 669           |
| 2022 | 62   | 46   | 42   | 31   | 82   | 44   | 67   | 80   | 68   | 63   | 65   | 90   | 740           |
| 2023 | 56   | 52   | 76   | 85   | 45   |      |      |      |      |      |      |      | 314           |

Bilans partiels arrêtés en 2004, 2005 2006

### Iraq Living Conditions Survey (2004)
Une étude commandée par le Programme des Nations Unies pour le développement (PNUD), appelée Iraq Living Conditions Survey (ILCS) (Enquête sur les conditions de vie en Irak), a interrogé près de 22 000 ménages dans toutes les provinces irakiennes. Les résultats estiment  à 24 000 le nombre de morts violentes liées à la guerre en mai 2004 (avec un intervalle de confiance de 95 % allant de 18 000 à 29 000). Cette étude n’a pas tenté de mesurer la proportion de civils ou de combattants. Les chiffres incluraient les militaires irakiens tués lors de l’invasion, ainsi que les « insurgés » ou autres combattants. Cette étude a été critiquée pour diverses raisons. Pour plus d'informations, voir la section des enquêtes du Lancet sur les victimes de la guerre en Irak qui compare les études du Lancet et du PNUD-ILCS.

### Lancet(2004)
« Les études jugées de la plus haute qualité, celles utilisant des méthodes basées sur la population, ont donné les estimations les plus élevées... Notre examen indique que, malgré des estimations variables, le fardeau de la mortalité de la guerre et de ses conséquences sur l'Irak est important... De la population , les études de Roberts et Burnham ont fourni la méthodologie la plus rigoureuse puisque leur principal résultat était la mortalité... il n'est pas surprenant que leurs études aient été fortement critiquées étant donné les implications politiques de leurs résultats et les problèmes politiques et de sécurité inhérents à la conduite de ce type d'étude. . recherche."
L' étude du Lancet d'octobre 2004 (voir October 2004 Lancet study) réalisée par des experts en santé publique de l'Université Johns Hopkins, publiée le 29 octobre 2004 dans la revue médicale The Lancet, estime que 100 000 décès « excédentaires » d'Irakiens, toutes causes confondues, se sont produits depuis le début de l'invasion américaine. L'étude n'a pas tenté de mesurer combien d'entre eux étaient des civils, mais les auteurs de l'étude ont déclaré qu'ils pensaient que la « grande majorité » était des non-combattants, en se fondant sur le fait que 7 % des victimes sont des femmes et 46 %, des enfants de moins de 15 ans (ces estimations comprennent les données de Fallouja). Pour arriver à ces chiffres de mortalité excédentaire, une enquête a été menée auprès de 988 ménages irakiens répartis dans 33 groupes à travers l'Irak, dans laquelle il a été demandé aux résidents combien de personnes y vivaient et combien de naissances et de décès il y avait eu depuis le début de la guerre. Ils ont ensuite comparé le taux de mortalité avec la moyenne des 15 mois précédant la guerre. Il a été constaté que les Irakiens couraient 1,5 fois plus de risques de mourir de toutes causes confondues après l’invasion (passant de 0,5 % à 0,79 % par an) qu’au cours des 15 mois précédant la guerre, ce qui donne une estimation de 98 000 décès supplémentaires. Ce chiffre exclut les données d'un cluster de Fallouja, qui a été jugé trop aberrant pour être inclus dans l'estimation nationale. S'il incluait les données de Fallouja, qui montraient un taux de morts violentes plus élevé que les 32 autres clusters réunis, le taux de mortalité accru serait multiplié par 1,5 à 2,5, et les morts violentes seraient 58 fois plus probables, la plupart étant dues aux frappes aériennes des forces de la coalition, on estime alors qu'il y aurait 200 000 morts supplémentaires.

### Iraqiyun (2005)
L'organisation non gouvernementale irakienne Iraqiyun a estimé à 128 000 le nombre de morts depuis l'invasion jusqu'en juillet 2005. Un article de United Press International (UPI) de juillet 2005 rapporte : « Iraqiyun a obtenu des données auprès des proches et des familles des défunts, ainsi que des hôpitaux irakiens de toutes les provinces du pays. Le chiffre de 128 000 inclut uniquement ceux dont les proches ont été informés de leur décès et n'inclut pas ceux qui ont été enlevés, assassinés ou qui ont simplement disparus". Un livre de 2010 de Nicolas Davies rapporte l'estimation d'Iraqiyun et le fait qu'Iraqiyun était affilié au parti politique du président par intérim Ghazi Al-Yawer. Davies a écrit : « Le rapport précisait qu'il incluait uniquement les décès confirmés signalés à des proches, omettant un nombre important de personnes qui avaient tout simplement disparu sans laisser de trace au milieu de la violence et du chaos. ».
Selon le président de Iraqiyyun, 55% des personnes tuées sont des femmes et des enfants âgés de 12 ans et moins.

### Lancet(2006)
L' étude du Lancet d'octobre 2006 réalisée par Gilbert Burnham (de l'Université Johns Hopkins) et ses co-auteurs a estimé le nombre total de décès excédentaires (civils et non civils) liés à la guerre à 654 965 décès excédentaires jusqu'en juillet 2006. L'étude de 2006 se fonde sur des enquêtes menées entre le 20 mai et le 10 juillet 2006. Le nombre de ménages interrogés est plus grand que lors d'une étude antérieure datant de 2004, ce qui permet un intervalle de confiance à 95 % de 392 979 à 942 636 décès irakiens supplémentaires. Ces estimations sont bien supérieures aux autres chiffres disponibles à l’époque.
L'étude menée par Burnham et ses collègues a été décrite comme l'étude la plus controversée en matière de recherche par sondage sur les conflits armés, et ses conclusions ont été largement contestées dans la littérature universitaire,,,,,,,. Peu de temps après sa publication, l'estimation et la méthodologie de l'étude ont été critiquées par un certain nombre de sources, notamment le gouvernement des États-Unis, des universitaires et l'Iraq Body Count. A l’époque, d’autres experts avaient salué la méthodologie de l’étude. John Tirman, qui a commandé et dirigé le financement de l'étude, l'a défendue,,,. Une revue systématique de 2008 des estimations des victimes de la guerre en Irak dans la revue Conflict and Health a conclu que les études de la plus haute qualité ont utilisé « des méthodes basées sur la population » qui ont « donné les estimations les plus élevées. une partie de la critique « peut avoir été motivée par des raisons politiques ».
Un certain nombre d’études évaluées par des pairs ont critiqué l’étude du Lancet sur la base de sa méthodologie et du nombre exagéré de victimes,,,,,,,,,,,,. Les auteurs de l’étude du Lancet ont également été accusés de manquements éthiques dans la manière dont l’enquête a été menée et dans la manière dont les auteurs ont répondu aux demandes de données et d’informations,,, En 2009, l'auteur principal de l'étude du Lancet a été censuré par l'Association américaine pour la recherche sur l'opinion publique (AAPOR) pour avoir refusé de fournir "plusieurs faits de base" sur l'étude.
Une étude de 2008 dans le Journal of Peace Research a révélé que l'étude du Lancet de 2006 avait peut-être considérablement surestimé les victimes de la guerre en Irak, que l'étude avait fait des choix méthodologiques « inhabituels » et a appelé les auteurs de l'étude du Lancet de 2006 à rendre toutes leurs données disponibles. L'étude de 2008 a reçu le prix "Article de l'année - 2008" par le Journal of Peace Research.
Michael Spagat a critiqué l'étude du Lancet de 2006 dans un article de 2010 pour la revue Defence and Peace Economics, indiquantqu'il avait trouvé « des preuves relatives à la fabrication et à la falsification de données » et que « ces preuves suggèrent que cette enquête ne peut pas être considérée comme une contribution fiable ou valable à la connaissance de l'ampleur de la mortalité en Irak depuis 2003 ». Spagat a également reproché à l'étude du Lancet "des violations éthiques envers les personnes interrogées, notamment des mises en danger, des violations de la vie privée et des violations dans l'obtention d'un consentement éclairé"
L'enquête sur la santé familiale en Irak (IFHS, pour Iraq Family Health Survey) publiée par des chercheurs de l'OMS dans le New England Journal of Medicine a révélé que les résultats de l'étude du Lancet de 2006 « surestimaient considérablement le nombre de morts violentes » et que les résultats étaient hautement improbables. En comparant les deux études, la chercheuse sur la paix Kristine Eck de l'Université d'Uppsala note que l'étude IFHS qui couvrait la même période que l'enquête du Lancet "était basée sur un échantillon beaucoup plus large (9 345 ménages contre 1 849 pour Burnham et al) dans beaucoup plus de grappes ( 1 086 clusters comparés aux 47 de Burnham et al). En comparant les deux études, Joachim Kreutz de l'Université de Stockholm et Nicholas Marsh de PRIO ont déclaré que l'étude de l'IFHS produisait « une estimation plus fiable ». Le politologue Adam Roberts de l'Université d'Oxford a écrit que l'étude de l'IFHS était « plus rigoureuse ».
Burnham, Edward J. Mills et Frederick M. Burkle ont noté que les données de l'IFHS indiquaient que la mortalité irakienne avait augmenté d'un facteur de 1,9 après l'invasion, par rapport au facteur de 2,4 trouvé par Burnham et al., ce qui se traduit par un excédent d'environ 433 000 morts irakiens (qu'il soient décédés de mort violente ou non violente). Timothy R. Gulden a jugé peu plausible que moins d’un tiers de ces décès excédentaires aient été de nature violente.
Francisco J. Luquero et Rebecca F. Grais ont fait valoir que la longue enquête de l'IFHS et l'utilisation des données IBC comme indicateur des zones particulièrement dangereuses ont probablement abouti à une sous-estimation de la mortalité violente, tandis que Timothy R. Gulden a émis l'hypothèse que les répondants auraient pu être réticents à signaler les morts violentes à des chercheurs travaillant avec le gouvernement irakien. Dans le même ordre d'idées, Tirman a observé que le ministère irakien de la Santé était à l'époque affilié à des chiites communautaristes, et fait remarquer que des preuves existent selon lesquelles de nombreuses morts violentes ont pu être reclassées comme « non violentes » pour éviter les représailles du gouvernement : « Par exemple, le nombre de décès par accidents de voiture a augmenté quatre fois par rapport au taux d'avant l'invasion ; si ce seul chiffre avait été inclus dans la catégorie des morts violentes, l'estimation globale aurait atteint 196 000 ». Selon Gulden « les résultats de l'IFHS concordent facilement avec les conclusions de plus de 600 000 morts violentes dans l'étude de Burnham et al. ».
Cependant, les auteurs de l'IFHS ont rejeté ces affirmations : « Comme le niveau de sous-déclaration est presque certainement plus élevé pour les décès survenus dans des périodes antérieures, nous n'avons pas tenté d'estimer les décès excédentaires. Les décès excédentaires rapportés par Burnham et al. ne comprenaient que 8,2 %. des décès dus à des causes non violentes, donc l'inclusion de ces décès n'augmentera pas la concordance entre les estimations de l'IFHS et de Burnham et al..
Les auteurs de l'article du Lancet ont admis que leur graphique 4 était erroné, ; le Lancet ne l'a jamais rétracté,.

### Estimation du ministre irakien de la Santé (2006)
Début novembre 2006, le ministre irakien de la Santé, Ali al-Shemari, estime qu'entre 100 000 et 150 000 personnes ont été tuées depuis l'invasion américaine de mars 2003,. Le Taipei Times a rendu compte de sa méthodologie : « le ministre Al-Shemari a déclaré jeudi [9 novembre 2006] qu'il basait son chiffre sur une estimation de 100 corps par jour amenés aux morgues et aux hôpitaux – bien qu'un tel calcul serait plus proche de 130 000 au total.". Le Washington Post a rapporté : « Alors que le ministre al-Shemari publie une nouvelle estimation surprenante, le chef de la morgue centrale de Bagdad déclare jeudi qu'il recevait jusqu'à 60 victimes de mort violente chaque jour dans son seul établissement. Dr Abdul-Razzaq al-Obaidi a déclaré que ces décès n'incluaient pas les victimes de violences dont les corps avaient été transportés dans les nombreuses morgues des hôpitaux de la ville, ni celles qui avaient été retirées des lieux d'attaque par des proches et rapidement enterrées selon la coutume musulmane.

Extrait d'un article de l'International Herald Tribune du 9 novembre 2006 :
Chaque jour, nous perdons 100 personnes, cela signifie 3 000 par mois, 36 000 par an, plus ou moins 10%", a déclaré le ministre al-Shemari. "Donc, sur trois ans, 120 000 ; sur un semestre 20 000, cela signifie 140 000, plus ou moins". Cela inclut tous les Irakiens tués – policiers, gens ordinaires, enfants", a-t-il déclaré, ajoutant que les personnes qui ont été kidnappées puis retrouvées mortes ont également été incluses dans son estimation. Il a expliqué que les chiffres ont été compilés en comptant les corps amenés aux « instituts médico-légaux » ou aux hôpitaux.
Extrait d'un article du Taipei Times du 11 novembre 2006 : 
Un responsable du ministère a également confirmé ce chiffre hier [10 novembre 2006], mais a déclaré plus tard que le nombre estimé de décès se situait entre 100 000 et 150 000. "Le ministre a été mal cité. Il a déclaré qu'entre 100 000 et 150 000 personnes avaient été tuées en trois ans et demi", a déclaré le responsable.
.

### Enquête Opinion Research Business (ORB) (2007, 2008)
Une estimation du 14 septembre 2007 , ORB survey of Iraq War casualties (en) réalisée par Opinion Research Business, une agence de sondage britannique indépendante, suggérait que le nombre total de morts violentes en Irak dues à la guerre en Irak depuis l'invasion menée par les États-Unis dépassait 1,2 million (1 220 580). Ces résultats sont fondés sur une enquête menée auprès de 1 499 adultes en Irak du 12 au 19 août 2007 . ORB a publié une mise à jour en janvier 2008 basée sur des travaux supplémentaires effectués dans les zones rurales d'Irak. Quelque 600 entretiens supplémentaires ont été réalisés et, en conséquence, l'estimation des décès a été révisée à 1 033 000 avec une fourchette donnée de 946 000 à 1 120 000 .
Les participants à l'enquête ORB ont dû répondre à la question suivante : « Combien de membres de votre foyer, le cas échéant, sont morts à cause du conflit en Irak depuis 2003 (c'est-à-dire à cause de la violence plutôt que d'une mort naturelle telle que la vieillesse) Veuillez noter que je parle de ceux qui vivaient réellement sous votre toit".
Cette estimation ORB a été fortement critiquée comme exagérée et mal fondée dans la littérature évaluée par les pairs, notamment par l'historien Jay D. Aronson de l'Université Carnegie Mellon.

### Enquête sur la santé familiale en Irak (IFHS, 2008)
L' enquête sur la santé familiale en Irak publiée en 2008 dans le New England Journal of Medicine a porté sur 9 345 ménages à travers l'Irak et a été réalisée en 2006 et 2007. Elle a estimé que 151 000 décès étaient dus à la violence (plage d'incertitude de 104 000 à 223 000) de mars 2003 à juin 2006.
L'étude a été réalisée par le « Iraq Family Health Survey Study Group », qui repose sur la collaboration de six organisations : le Ministère fédéral de la Santé, Bagdad ; Ministère du Plan du Kurdistan, Erbil ; le Ministère de la Santé du Kurdistan, Erbil ; l'Organisation centrale des statistiques et des technologies de l'information, Bagdad ; le Bureau de l'Organisation mondiale de la santé en Irak, Amman, Jordanie ; l'Organisation mondiale de la santé, Genève.

### Associated Press et ministère irakien de la Santé (2009)
En avril 2009, Associated Press a rapporté que le ministère irakien de la Santé avait enregistré (via des certificats de décès délivrés par les hôpitaux et les morgues) un total de 87 215 morts violentes de citoyens irakiens entre le 1er janvier 2005 et le 28 février 2009. Ce chiffre exclut les milliers de personnes disparues et de civils dont la mort n’a pas été enregistrée ; le responsable gouvernemental qui a fourni les données a déclaré à l'AP que s'il était inclus, le nombre de morts pour cette période serait de 10 à 20 pour cent plus élevé .
L'Associated Press a utilisé le décompte du ministère de la Santé et d'autres données (y compris le nombre de victimes pour 2003-2004 et après le 1er mars 2009, provenant de sources hospitalières et de rapports des médias, en grande partie le décompte des victimes en Irak) pour estimer que plus de 110 600 Irakiens ont été tués depuis le début de la guerre jusqu'en avril 2009. Les experts interrogés par l'AP ont jugé que cette estimation était crédible et constituait une « base de référence importante », bien qu'il s'agisse nécessairement d'une simple estimation, du fait que nombre de décès n'ont pas été enregistrés, en particulier dans les zones inaccessibles. Alors que les fosses communes découvertes au fil du temps éclairent d'un autre jour l'évaluation du nombre de morts de la guerre en Irak, l'AP a noté que « le nombre de morts ne sera jamais connu ».

### PLOSMedecine(2013)
Une étude réalisée en 2013 par Hagopian et ses collègues dans PLOS Medicine estime que 461 000 Irakiens sont morts à cause de la guerre en Irak. L'étude a utilisé une méthodologie similaire à celle du Lancet de 2006 et compte l'auteur principal de l'étude de 2006 parmi ses 12 auteurs. Selon l'un des auteurs, Amy Hagopian, la moitié des morts qui ne résultent pas de violences sont dues à un traitement inadéquat des maladies cardiovasculaires. Lors de la publication de l'étude, Michael Spagat, critique de l'étude du Lancet de 2006, déclaré que l'étude de 2013 semble « corriger la plupart des défauts méthodologiques de l'article de 2006 », mais trouve déconcertant le grand intervalle de confiance de l'étude de 2013. D'autres critiques de l'étude du Lancet de 2006 ont partagé le point de vue de Michael Spagat, notant que l'étude de 2013 constituait une amélioration mais que le large intervalle de confiance était préoccupant.
Une étude de 2017 réalisée par Spagat et Van Weezel a reproduit l'étude de 2013 de Hagopian et al. et a constaté que l'estimation de 500 000 victimes par Hagopian et al. n’était pas étayée par les données. Spagat et Van Weezel ont déclaré que Hagopian et al. commis de nombreuses erreurs méthodologiques. Hagopian et coll. ont défendu leur étude originale, arguant que Van Weezel et Spagat avaient mal compris leur méthode. Van Weezel et Spagat ont répondu en disant que la réponse de Hagopian et al. "évite les points centraux, n'aborde que les problèmes secondaires et lance des attaques ad hominem.".